# Сыновья и любовники
«Сыновья и любовники» (англ. Sons and Lovers) — третий роман английского писателя Дэвида Герберта Лоуренса. Произведение было написано в 1913 году. В книге описывается жизнь молодого человека по имени Пол Морел, родившегося в семье углекопа в маленьком городке Бествуд графства Нотингемшир. Красной нитью через роман проходит любовь детей к своей матери. Наиболее привязан к ней Пол.

## Предпосылки к написанию
В романе во многом описывается жизнь самого автора. Лоуренс был четвёртым ребёнком в семье горняка, жившей в городке Иствуд в графстве Ноттингемшир. Как и герой книги, он некоторое время работал на фабрике медицинской техники.

## Награды и премии
- 100 лучших романов 20 века на английском языке по версии издательства Modern Library[2].

## Экранизации
Роман был трижды экранизирован в Великобритании: 
- Фильм 1960 года, получивший премию «Оскар» за лучшую операторскую работу.
- Телесериал телеканала Би-Би-Си 1981 г.
- Телесериал телеканала ITV1 "Сыновья и любовники" 2003 года.